# ملعب تنغيز بورجانادزه
ملعب تنغيز بورجانادزه هو ملعب متعدد الأغراض يقع في جوري، جورجيا. غالباً ما يستخدم لمباريات كرة القدم ويعتبر الملعب الرسمي لنادي ديلا غوري. يتسع لجلوس 5،000 متفرج.

## روابط خارجية
- الملعب على soccerway.com